# Avenue Brigade Piron

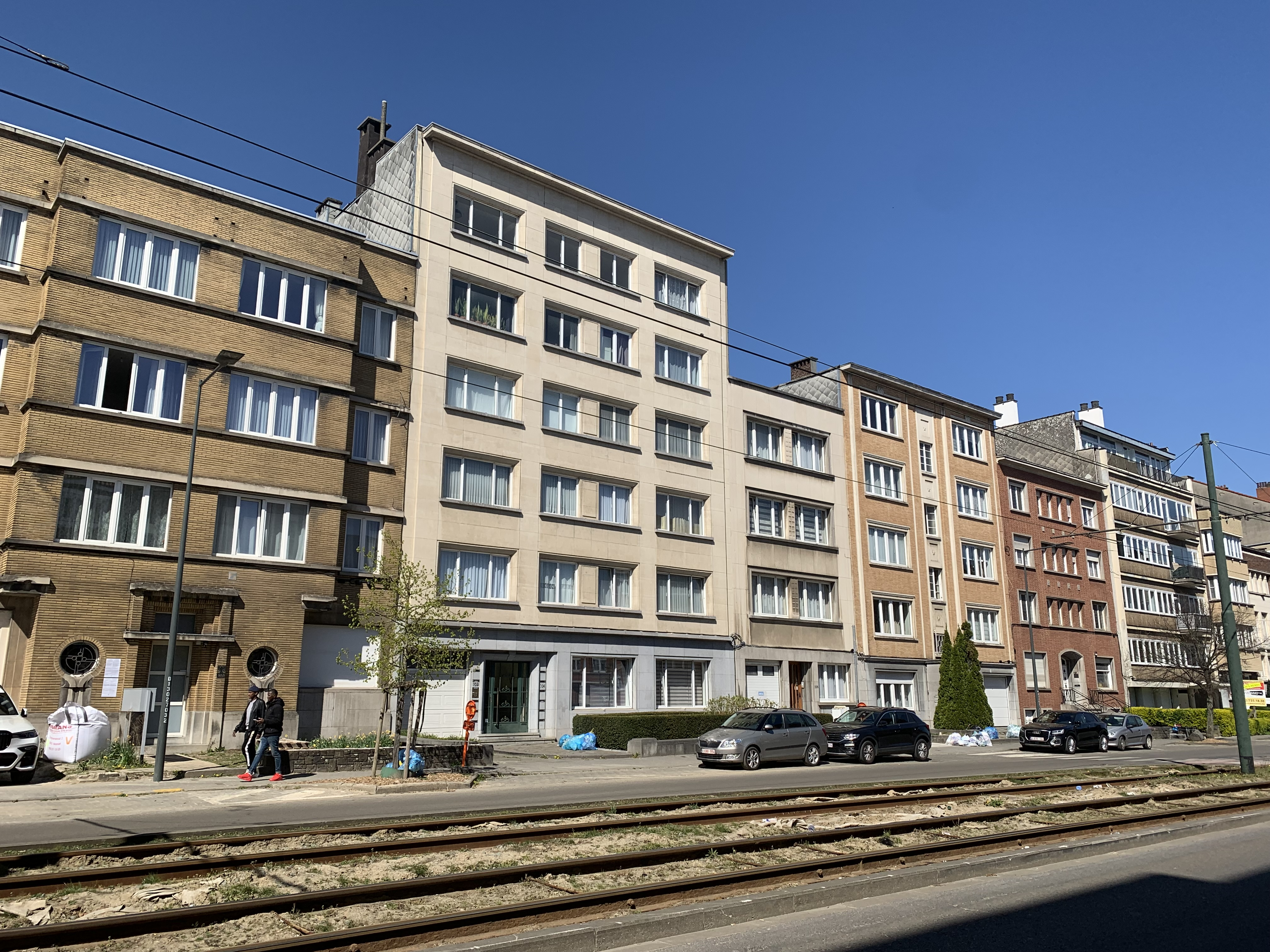
L'avenue Brigade Piron

 (août 2025).
Motif : Avenue sans notoriété évidente. Sources secondaires semblent absentes.
- Archive Wikiwix
- Bing
- Cairn
- DuckDuckGo
- E. Universalis
- Gallica
- Google
- G. Books
- G. News
- G. Scholar
- Persée
- Qwant
- (zh) Baidu
- (ru) Yandex
- (wd) trouver des œuvres sur Wikidata

| 1. | Préciser le motif de la pose du bandeau. | Précisez le motif de la pose du bandeau en utilisant la syntaxe suivante : {{admissibilité à vérifier\|date=août 2025\|motif=remplacez ce texte par le motif}}                            |
| 2. | Informer les utilisateurs concernés.     | Pensez à avertir le créateur de l'article, par exemple, en insérant le code ci-dessous sur sa page de discussion : {{subst:avertissement admissibilité à vérifier\|Avenue Brigade Piron}} |

Pour les articles homonymes, voir Piron.
L'avenue Brigade Piron (en néerlandais : Brigade Pironlaan) est une avenue bruxelloise de la commune de Molenbeek-Saint-Jean qui s'étend du boulevard Edmond Machtens à la chaussée de Gand.
Elle prolonge l'avenue Joseph Baeck et est prolongée par l'avenue du Karreveld.
L'avenue Brigade Piron passe par la rue du Gulden Bodem, la rue Osseghem, la rue du Sonnet, la place Jef Mennekens, la rue Melpomène, la rue Euterpe et la rue de Rudder.
La Brigade Piron est une brigade belgo-luxembourgeoise qui participa à la bataille de Normandie et à la libération de la Belgique et des Pays-Bas aux côtés des armées alliées pendant la Seconde Guerre mondiale. 